# Марк Шепард
Марк Андреас Шепард (нар. 30 травня 1964) — англійський актор і музикант, народжений у Лондоні в ірландсько-німецькій сім'ї. Часто його підписують «Марк А. Шепард». Його найвідоміша роль — роль демона Кроулі у серіалі Надприродне.

## Особисте життя
Марк Шепард син актора Вільяма Морґана Шепарда. 6 травня 2004 року Марк Шепард одружився з Джессікою  Шеппард. У них народилось двоє синів. У 2014 році Джессіка заявила про розлучення.
20 серпня 2015 року Марк Шепард одружився з Сарою Луїзою Фадж. 1 березня 2016 року в пари народилась донька Ізабелла Роуз.

## Кар'єра

### Музика
У 15 років Шепард став професійним музикантом та декілька років гастролював із різними групами, включаючи Robyn Hitchcock, Television Personalities та Light a Big Fire. Він грав на ударних на їхньому другому альбомі. Як сесійний музикант він брав участь у записі багатьох гуртів у Європі і згодом переїхав до США.[джерело?]

### Театр
Шепард був запрошений на прослуховування до американського варіанту п'єси Історія бичка і півника (зрежисовану автором Опівнічного експресу Біллі Хейзом), за яку він здобув багато нагород.

### Телебачення
Його роботи на телебаченні включають ролі в епізоді «Вогонь» серіалу Цілком таємно, серіалі Джеррі Брукхаймера Солдати удачі, епізодичні ролі в серіалах Практика, Людина-невидимка, Мисливці за нечистю, Зоряний шлях: Вояжер, Хроніка, Детектив Монк, Лас-Вегас та інших.
Марк зіграв демона на ім'я Арнон в епізоді «Witches in Tights» серіалу Всі жінки відьми. У 2002 році він виконав роль напів-комедійного кримінального боса в серіалі Світляк. У третьому та четвертому сезонах серіалу Зоряний крейсер «Галактика» він виконав роль Ромо Лампкіна, а в серіалі Біожінка — роль Ентоні Ентроса..
У 2009 році Шепард почав виконувати роль демона Кроулі в серіалі Надприродне, яка стала однією з найпомітніших його ролей. У 2011 році він зіграв роль Кантона Еверетта Делавера III у культовому британському серіалі Доктор Хто (епізоди «Неможливий астронавт» і «День Місяця»).

### Кіно
Шепард знімався у фільмах В ім'я батька (разом із Еммою Томпсон та Деніелем Дей-Льюїсом), трилері «Нестримний», незалежному фільмі, Зламані, а також у фільмах Мегалодон та Новий Алькатрас.

### Подвійний кастинг
Тричі Марк Шепард грав зі своїм батьком одного персонажа у різному віці: «Кантон Еверет Делавер III» у Доктор Хто воєнного злочинця Мерчина Ярека в епізоді серіалу Морська поліція: Спецпідрозділ та «Капітана Немо» у фільмі Таємничий острів 2010 року, який сам Шепард і зрежисував.

## Фільмографія
| Рік        | Назва                          | Роль                           | Зауваження                 |
| ---------- | ------------------------------ | ------------------------------ | -------------------------- |
| 1992, 1993 | Шовкові мережі                 | Ерик (1992) Едді Брайс (1993)  | 1 епізод 1 епізод (1993)   |
| 1993       | В ім'я батька                  | Падді Армстронг                |                            |
| 1993       | Цілком таємно                  | Наглядач Боб                   | епізод «Вогонь»            |
| 1995       | M.A.N.T.I.S.                   | Флейтон Руел                   | 1 епізод                   |
| 1996       | Любовний трикутник             | Найджел Боулз                  |                            |
| 1997       | Пекло                          | Каліфорнія                     |                            |
| 1997       | Солдати удачі                  | Крістофер Єтс                  | Фільм                      |
| 1997-1998  | Солдати удачі                  | Крістофер Єтс                  | 20 епізодів                |
| 1998       | Слайдери                       | Джек                           | 1 епізод                   |
| 1999       | З морозу                       | Фанг                           |                            |
| 1999       | Воєнний стан                   | Клей Салліван                  | 1 епіод                    |
| 1999       | Практика                       | Едді Вікс                      | 1 епізод                   |
| 2000       | Зоряний шлях: Вояжер           | Люкон                          | 1 епізод                   |
| 2000       | Воєнно-юридична служба         | Паркер                         | 1 епізод                   |
| 2001       | Людина-невидимка               | Юрій Грегоров                  | 1 епізод                   |
| 2001       | Дама в коробці                 | Даґ Сіні                       |                            |
| 2001       | Бувай, моя любов               | M.J.                           |                            |
| 2001       | Хроніка                        | Нітро                          | 1 епізод                   |
| 2001       | Мисливці за нечистю            | Хамелеон                       | 1 епізод                   |
| 2001       | Бермудський трикутник          | Єн Філдс                       | Фільм                      |
| 2001       | Новий Алькатрас                | Юрій                           |                            |
| 2001, 2002 | V.I.P.                         | Нерон                          | 2 епізоди                  |
| 2002       | UC: Undercover                 | Мітчел Рівз                    | 1 епізод                   |
| 2002       | Мегалодон                      | Мітчел Паркс                   | Телефільм                  |
| 2002       | Всі жінки відьми               | Арнон                          | 1 епізод                   |
| 2002       | Світляк                        | Баджер                         | 2 епізоди                  |
| 2002 2009  | CSI: Місце злочину             | Род Дарлінг Дімітрій Садескі   | 1 епізод                   |
| 2003       | Швидкісна траса                | Роннан Денехі                  | 1 епізод                   |
| 2003       | Вона написала убивство         | чоловік у машині               | Фільм, у титрах не вказано |
| 2003       | Глибокий шок                   | Хомський                       | Фільм                      |
| 2003       | Джейк 2.0                      | Хартман                        | 1 епізод                   |
| 2004       | Злі очі                        | Пітер                          | Телефільм                  |
| 2004       | Нестримний                     | Лейт                           |                            |
| 2004       | Лас-Вегас                      | Джордж Беквар                  | 1 епізод                   |
| 2005       | Детектив Монк                  | Кріс Дауні                     | 1 епізод                   |
| 2005       | CSI: Місце злочину Нью-Йорк    | Кевін Ханіган                  | 1 епізод                   |
| 2005, 2006 | Медіум                         | Чарльз Вокер / Джек Вокер      | 3 епізоди                  |
| 2006       | 24                             | Іван Ервіх                     | 6 епізодів                 |
| 2006       | Безслідно                      | Джонні Патані                  | 1 епізод                   |
| 2006       | Зламані                        | Малкольм                       |                            |
| 2007       | Біожінка                       | Ентоні Ентрос                  | 3 епізоди                  |
| 2007-2009  | Зоряний крейсер «Галактика»    | Ромо Лампкін                   | 6 епізодів                 |
| 2008       | Акула                          | Руперт Стоун                   | 1 епізод                   |
| 2008       | In Plain Sight                 | Рассел                         | 1 епізод                   |
| 2008       | Посередник                     | Невіл                          | 2 епізоди                  |
| 2008-2011  | Противага                      | Джим Стерлінг                  | 10 епізодів                |
| 2009       | Морська поліція: Спецпідрозділ | Пан Біль                       | 1 епізод                   |
| 2009       | Чорна мітка                    | Том Прескот                    | 1 епізоди                  |
| 2009       | Клуб ляльок                    | Танака                         | 3 епізоди                  |
| 2009       | Білий комірець                 | Кертіс Хаген                   | 1 епізод                   |
| 2009-2010  | Склад 13                       | Бенедикт Вальда                | 4 епізоди                  |
| 2009-2017  | Надприродне                    | Кроулі                         | 5-12 сезон                 |
| 2010       | Xtinction                      | Чарльз ЛеБлан                  |                            |
| 2010       | Чак                            |                                | 2 епізоди                  |
| 2011       | Доктор Хто: Конфіденційно      | Камео                          | 1 епізод                   |
| 2011       | Доктор Хто                     | Кантон Еверетт Делавер III     | 2 епізоди                  |
| 2011       | Таємничий острів               | молодий капітан Немо / Режисер | Телефільм (11.02.12)       |
| 2011       | Головний підозрюваний          | Блекджек Муллінс               | 1 епізод                   |